# 立川うぃん
立川 うぃん（たてかわ うぃん、1987年9月29日 - ）は、落語立川流に所属する落語家。立川志らく門下の二ツ目。神奈川県横浜市出身。本名∶久保 尚太。

## 経歴
学習院大学経済学部出身。2013年6月、立川志らくに入門し「らくぼ」となる。2021年現在、15番弟子にあたる。
2020年9月、志らくより二ツ目昇進内定を貰う。
2021年元日より二ツ目に昇進し、同時に名前を「うぃん」に改めた。名前は祖父の代から父親の代まで60年馬車道で経営していた老舗喫茶WIENの名にちなむ。

## 芸歴
- 2013年6月 - 立川志らくに入門、前座名「らくぼ」。
- 2021年1月 - 二ツ目昇進、「うぃん」に改名。

## 人物
- 資格∶簿記検定2級、FP3級、ピアノ歴13年、書道歴7年(本人曰く、その効果はないに等しい)
- 趣味∶アウトドア、釣り、読書、焚き火鑑賞、旅行、料理。
  - 20歳からネパールからインドの四大聖地やジャマイカにあるボブ・マーリーの墓などバックパッカーで世界各地を巡る。
  - 実家が喫茶店だったこともあり、料理はイタリアンからエスニック、中華までプロ級の腕があると度々、Twitterなどで紹介される。師匠の志らくからは「志らく一門の料理番」と呼ばれ、志らく宅（旧・立川談志邸）に客人が招かれるたびにメニューを考えて調理していた[1]。